# Paul Mignard
Paul Mignard (Avignone, 27 dicembre 1639 – Lione, 15 ottobre 1691) è stato un pittore e incisore francese, figlio di Nicolas Mignard e nipote di Pierre Mignard.

## Biografia
Paul Mignard nacque ad Avignone il 27 dicembre 1639, figlio di Nicolas Mignard e di Marguerite d'Avril. Nacque in un ambiente artisticamente fertile. Suo zio Pierre Mignard fu uno dei più importanti ritrattisti di Francia all'epoca di Luigi XIV e suo fratello minore, Pierre divenne architetto e pittore.

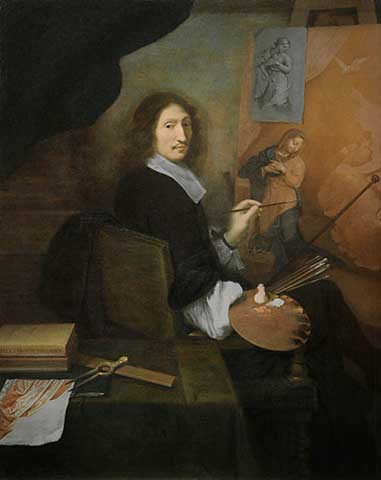
Ritratto di Nicolas Mignard mentre dipinge l'Annunciazione

Paul Mignard studiò con suo zio Pierre. Proseguì quindi i propri studi presso l'Académie royale de peinture et de sculpture nella quale entrò l'11 giugno 1672. L'opera che gli valse l'ammissione alla prestigiosa istituzione artistica francese fu l'opera Ritratto di Nicolas Mignard mentre dipinge l'Annunciazione (Museo di Belle Arti di Lione). In esso si vede suo padre seduto nel suo studio di fronte a un dipinto al quale sta lavorando, col pennello in mano. Sul tavolo di fianco a suo padre si nota una copia dell'Architettura di Palladio, assieme ad un righello e a un compasso.
Si sa per certo che Paul Mignard trascorse un certo periodo in Italia negli anni '70 del Seicento, ma ben poco ci è noto di questo soggiorno. Si portò anche in Inghilterra per dipingere dei ritratti. Fu attivo in Baviera come pittore di corte della famiglia del principe-elettore. Dipinse diversi ritratti personali per l'elettore e per sua moglie, Enrichetta Adelaide di Savoia, che gli valsero la loro profonda stima. Dedicò il suo Autoritratto proprio all'elettrice Enrichetta Adelaide.
Sposò Marie-Madeleine Chenard, dalla quale ebbe diversi figli. Il 7 settembre 1690, Mignard venne nominato pittore privilegiato della città di Lione.
Paul Mignard morì a Lione il 15 ottobre 1691.

## Opere

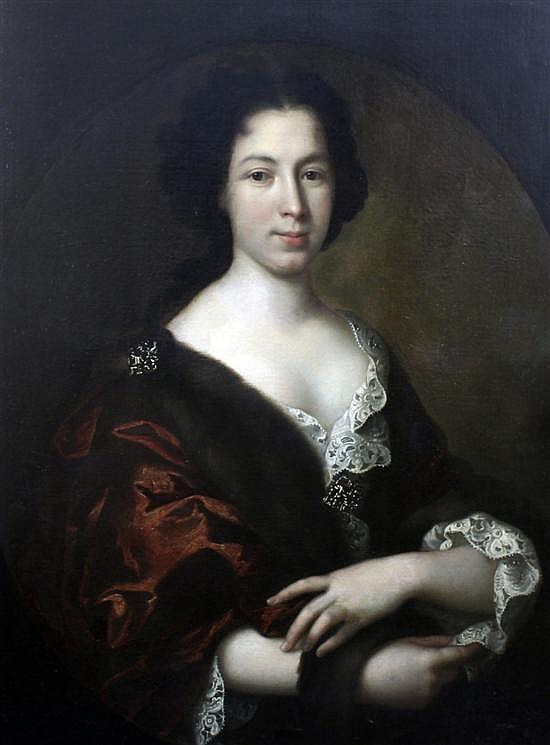
Ritratto di mrs Peter Beesley

Paul Mignard fu essenzialmente un ritrattista con un'enfasi particolare per le pose eleganti ed eleborate oltre che nei dettagli dei costumi.
Stilisticamente, fu simile a suo padre, al punto che il famoso Ritratto di Jean-Baptiste Lully è stato spesso dibattuto sull'attribuzione ai due, per quanto l'inscrizione sulla stampa ricavata dal ritratto originale e realizzata da Jean-Louis Roullet nel 1687 riporti il nome di Paul Mignard. Paul Mignard è inoltre legato ad una serie completa di ritratti di "bellezze" dei suoi tempi realizzate negli anni '70 del Seicento per il duca di Savoia.
Il 2 gennaio 1683 Paul Mignard presentò all'Accademia la sua Ode à Mr Le Brun pemier peintre du Roy, pubblicazione nella quale esprimeva la propria ammirazione per Charles Le Brun che fu pittore di corte di Luigi XIV e amico di suo padre, ma rivale di suo zio. Nella querelle che era sorta poco prima tra Pierre e Le Brun, Paul Mignar aveva preso apertamente le difese di Le Brun contro suo zio e l'ode rappresentava quindi un modo per dichiararlo pubblicamente.